# 2001 új világörökségi helyszínei
Az UNESCO Világörökség Bizottsága 2001. december 11 - 16. között Helsinkiben megtartott 25. ülésszakán az alábbi helyszíneket nyilvánította a világörökség részévé:
| | Bécs történelmi központja |
| Ausztria |                           |
| A veszélyeztetett világörökségi helyszínek listájára került: 2017 |                           |
| Kulturális (II)(IV)(VI) |                           |
| Védett terület: ha, puffer zóna: ha, hivatkozás: 1033 |                           |
| Bécs ősi kelta és római településből fejlődött az Osztrák-Magyar Monarchia fővárosává. Történelmi épületei három korszakhoz köthetők, a középkorhoz, a barokk időszakához és a 19. századi ipari fejlődés korához. Középkori épületei a 13. századi Schottenkloster, az egyik legfontosabb gótikus épület a Maria am Gestade-templom, a Szent Mihály-templom, a Minorita templom és kolostor, és a város legfontosabb temploma a 14-15. századból való Szent István-székesegyház. Későbbi emlékei a Kapucinus-kripta, a Spanyol lovasiskola épülete, a Szent Károly-templom barokk tömbje, a Burgtheater, a Belvedere kastély, az Osztrák Nemzeti Könyvtár, valamint a Hofburg, ami máig a Habsburg hatalom jelképének számít. A helyszínnek része a 19. századi Ringstraße és a külvárosok úgynevezett ütközőzónája is. A bécsi klasszicizmus fénykorától a 20. század elejéig a város az európai zeneművészet egyik központja volt. Több mint 100 000 ember dolgozik a belvárosban, amellyel vezető szerepet tölt be a foglalkoztatottság terén a kerületek körében. Mindemellett a város az első számú turisztikai célpontja. A városközpontban folyó szállodaépítkezések miatt a helyszín felkerült a veszélyeztetett világörökségi helyszínek listájára. |                           |

| | Tsodilo sziklafestményei |
| Botswana |                          |
| Kulturális (I)(III)(VI) |                          |
| Védett terület: 4800 ha, puffer zóna: 70 400 ha, hivatkozás: 1021 |                          |
| Az ország északnyugati részén fekvő Tsodilo hegységben a Kalahári-sivatagból kiemelkedő sziklákra egy kisebb mint 10 négyzetkilométeres területen körülbelül 4500 rajzot készítettek. A képek alkotói a szan (busman) népcsoporthoz tartoztak, akik számára ez egy szent hely volt. A kutatások szerint a térség már a paleolitikum idején is lakott volt, az ember jelenlétének legrégebbi nyomait 100 000 évesre becsülik. A sziklarajzok évezredeken keresztül készültek, a legkorábbiak több ezer, a legkésőbbiek négyszáz évesek lehetnek. Az ábrázolások egy jelentős részét i. sz. 800 és 1300 közé datálják. A rajzok egy része olyan magasan van a sziklákon, hogy elkészítésükhöz mindenképpen állványt kellett használniuk. A képek többségén orrszarvúk, zsiráfok, antilopok, hosszúszarvú marhák (watusik), oroszlánok, vízilovak és halak jelennek meg. Ezek egy egykori tó jelenlétét és az itt élő állatvilág változatosságát bizonyítják. A képek egy része geometrikus ábrázolás, ezeket körülbelül ezer évesre becsülik, míg a csordákat ábrázoló rajzok feltehetően az i. sz. 6. század után keletkeztek, amikor a térségben meghonosodott az állattenyésztés. Egyes rajzok embereket, valamint hétköznapi tárgyakat ábrázolnak, például olyan kosarakat, amilyeneket a szanok a ma napig is használnak. |                          |

| | Goiás városának történelmi központja |
| Brazília |                                      |
| Kulturális (II)(IV) |                                      |
| Védett terület: 40,3 ha, puffer zóna: 43,5 ha, hivatkozás: 211 |                                      |
| Goiás egy portugál gyarmati bányászváros volt, ami európai mintát követve alkalmazkodni tudott Dél-Amerika éghajlati, földrajzi és kulturális viszonyaihoz. Az első gyarmatosítók akik a 16. században bevonultak a területre kincs- és rabszolgavadászok voltak. Történelmi városközpontja a 18. század végén és a 19. században alakult ki helyi technikák és anyagok használatával, ami harmonikussá teszi a szerény kivitelű középületeket és magánházakat. A portugál telepesek egy jellegzetes építészeti stílust fejlesztettek ki, a város legfontosabb épületei a Santana-székesegyház, a kormányzói palota, a színház, a laktanya és a település 30 temploma. Városszerkezete jellemző Dél-Amerika koloniális településeire. 1748-ban egy új alkörzet központja lett, ekkor kezdett fejlődni, egy kisebb főváros lett belőle és 1937-ig az azonos nevű szövetségi állam fővárosa maradt. A modern időkben elkerülték a nagyobb átalakítások, így meg tudta őrizni történelmi városrészét. |                                      |

| | Chapada dos Veadeiros Nemzeti Park és Emas Nemzeti Park |
| Brazília |                                                         |
| Természeti (IX)(X) |                                                         |
| Védett terület: 381 430 ha, hivatkozás: 1035 |                                                         |
| A két nemzeti park a campos cerrados, az ország középső-nyugati részén található szavannás térség részei. Kulcsfontosságú élőhelyekkel rendelkeznek amelyek menedékül szolgálhatnak klímaváltozás idején is. A kétmillió négyzetkilométeres ökoszisztémára magas fennsíkok szakadékok és folyóvölgyek jellemzőek. A Chapada do Veadeiros 2 400, az Emas Nemzeti Park 1 300 négyzetkilométeren terül el. Nemzeti parkokban sok veszélyeztetett és a régióra különösen jellemző állat él, ilyen az óriástatu, a sörényes farkas, a jaguár, a pampaszarvas, majmok és királykeselyűk. Az Emas Nemzeti Park jellegzetes állata a nandu (nevét is róla kapta), és a füves térségben élő hangyász. A kopár talajú nemzeti parkok éghajlata száraz, mégis biológiai sokféleség jellemző rájuk. A Chapada dos Veaderios területén mintegy 1 000 pillangó-, 45 emlős-, és 300 madárfajt regisztráltak. |                                                         |

| | Brazil Atlanti-óceáni szigetek: Fernando de Noronha-szigetcsoport és Rocas-atoll rezervátumok |
| Brazília |                                                                                               |
| Természeti (VII)(IX)(X) |                                                                                               |
| Védett terület: 42 270 ha, puffer zóna: 140 713 ha, hivatkozás: 1000 |                                                                                               |
| Az Atlanti-óceán víz alatti hegyhátai alkotják a Fernando de Noronha szigeteit és a Rocas atollt. Az egyenlítő közelében helyezkednek el, ahol a hidegebb vizek találkoznak az egyenlítői áramlatokkal. A terület tonhalak, cápák, teknősök fontos táplálékszerző és szaporodási helye. Fernando de Noronha egy erdővel borított 21 kisebb szigettel körbevett vulkanikus képződmény. A Rocas atoll medencéi és sekély lagúnái apálykor természetes akváriumokat hoznak létre. A rezervátum különleges biodiverzitással rendelkezik, bálnák számára is fontos pihenőhely, egyik öblében delfinpopuláció él. A szigetek a trópusi tengeri madarak kedvelt fészkelőhelyei is. A számos halfaj és a látványos korallzátonyok miatt a szigetcsoport népszerű merülőhely. |                                                                                               |

| | Tugendhat-villa Brnoban |
| Csehország |                         |
| Kulturális (II)(IV) |                         |
| Védett terület: 0,73 ha, puffer zóna: 2 824,89 ha, hivatkozás: 1052 |                         |
| Az 1930-ban elkészült villa volt a német Ludwig Mies van der Rohe utolsó jelentős európai alkotása mielőtt 1937-ben az Egyesült Államokba költözött. A villa a modernista építészet remekműve, a modern építészeten belül az 1920-as években kialakult nemzetközi stílus képviselője. Építésekor felhasználták a modern ipar nyújtotta lehetőségeket acélszerkezetű, keresztmerevítőkkel ellátott vázat alkalmaztak a teherhordó falak helyett. Emeletei az alaprajzhoz képest aszimmetrikusak, fő építőanyaguk acél, króm és vasbeton volt. Nagyméretű acélkeretes ablakai elektromosan nyithatók, van benne központi fűtés és légkondicionáló is. Jellemzői a kockaszerű formák és a díszítmények hiánya. Az építész bútorokat is tervezett a házhoz (például acél és bőr székeket) de a villa bútorzatának nagy része elveszett. 1939-ben államosították, ekkor kisebb károkat szenvedett. 1993-ban egy alapítványt hoztak létre, amelynek segítségével szakszerűen felújították. A ház leginkább egyszerű szerkezete és a felhasznált anyagok puritánsága miatt nevezetes. |                         |

| | Derwent Valley textilgyárai |
| Egyesült Királyság |                             |
| Kulturális (II)(IV) |                             |
| Védett terület: 1 228,7 ha, puffer zóna: 4 362,7 ha, hivatkozás: 1030 |                             |
| A Derwent völgyét tartják a modern gyári termelés bölcsőjének, az itt bevezetett újítások – például a gyárhoz kapcsolódó munkáslakások, a vízerővel hajtott szövőszék – hozzájárultak az ipari forradalom kiteljesedéséhez. Hatásukat egész Európában és Észak-Amerikában is éreztették. Az ipari terület 24 kilométer hosszan nyúlik el a Derwent folyó mentén Matloktól Derby közepéig. Az ipari termelés az addig hagyományos falusi környezetben házak és kiszolgáló épületek építését tette szükségessé. így jöttek létre az első ipari városok. Az itteni létesítmények modellként szolgáltak más ipari települések kialakításához is. A helyszínhez tartozik többek között Laube selyemgyára ami jelenleg múzeum, Darley Abbey ipari települése a gyárral és a munkások lakásaival, a templommal, a parkkal, valamint számos egyéb termelőüzem is. A sok fennmaradt épület jól illusztrálja a terület társadalmi, gazdasági fejlődését. |                             |

| | Saltaire ipari falu |
| Egyesült Királyság |                     |
| Kulturális (II)(IV) |                     |
| Védett terület: 20 ha, puffer zóna: 1 078 ha, hivatkozás: 1028 |                     |
| Saltaire-t Titus Salt textilgyáros alapította és munkásait telepítette ide. A helyszín, amelybe beletartozik a Salt Mill textilgyár is, a korabeli paternalizmus jellegzetes példája. Ekkor kezdtek a gyártulajdonosok társadalmi felelősséget mutatni munkásaik iránt. A település harmonikus vonalú textilgyára, középületei és munkásszállásai döntő hatással voltak az úgynevezett kertvárosi mozgalomra. Saltaire jelentős állomás volt, a modern várostervezés fejlődésében. A gyárépület olyan hosszú, mint a londoni Szent Pál-székesegyház, a körülötte lévő ipari faluban templom, iskola, kórház, közpark, fürdőház, könyvtár tánc- és tornaterem mellett álltak a munkások vezetékes vízzel és gázzal felszerelt lakásai. A gyárban óriási mennyiségű, naponta több mint 25 000 méternyi szövetet állítottak elő. Bradfordból való építészek tervei alapján összesen 800 ilyen lakás épült. A teljes egészében megőrződött mintatelepülés ma műemlék. |                     |

| | New Lanark |
| Egyesült Királyság |            |
| Kulturális (I)(IV)(VI) |            |
| Védett terület: 146 ha, puffer zóna: 667 ha, hivatkozás: 429 |            |
| A Derwent völgyben kifejlesztett gyári termelés mintájára épült New Lanark a közeli textilüzem munkásainak biztosított otthont. Robert Owen később megvásárolta és egy mintaközösséget próbált létrehozni, nyilvános épületekkel, iskolákkal és modern gyárakkal. A skóciai Glasgow-tól 40 kilométerre lévő, kis 18. századi faluban 1786-ban indult meg az ipari termelés és Owen 1809-ben kezdte meg a falu áttervezését. Forradalmi nézeteket vallott, elképzelései egész Európában ismertek voltak. Csökkentette a munkaidőt, tágas, jól kialakított munkásszállásokat hozatott létre, iskolát, óvodát alapított a munkások gyerekeinek és ingyenes egészségügyi ellátást szervezett a dolgozóknak. Az átalakítások vezérelve a jó minőségű munka és a részletek egyszerűsége volt. Ezeknek köszönhetően New Lanark a társadalom- és ipartörténet egyik meghatározó állomása, sikerei nyomán más gyártulajdonosok is követték Owen példáját. A falu mai képe nagyban hasonlít ahhoz amilyen fénykorában volt, látogatói megtekinthetik a lakónegyedet, a termelőüzemet és Owen házát. |            |

| | Dorset és Kelet-Devon tengerpartja („Jurassic Coast") |
| Egyesült Királyság |                                                       |
| Természeti (VIII) |                                                       |
| Védett terület: 2 550 ha, hivatkozás: 1029 |                                                       |
| A Dorset környéki tengerpart sziklái fontos fosszília-lelőhelyek, amelyek az elmúlt 185 millió év szárazföldi és tengeri élővilágába biztosítanak bepillantást. Az Anglia déli részén húzódó 150 kilométeres partszakaszt Jura-partnak is nevezik, talajrétegeiben a triász, a jura és a kréta földtörténeti korokból való sziklaalakzatok fedezhetők fel. Nyolc elkülöníthető szakaszból áll, a geológiai és az őslénytani kutatások szempontjából is fontos terület. A folyamatos erózió miatt a táj képe az átlagosnál sokkal gyorsabban változik. Az innen előkerült ősmaradványok a mezozoikum (251-66 millió évvel ezelőtti földtörténeti kor) nagy részét képviselik. Itt találták meg a 19. század elején az Ichthyosaurus első teljes csontvázát. Az azóta eltelt időben nagy számban kerültek elő gerinces, gerinctelen állatok, repülő és tengeri hüllők maradványai és megkövült dinoszaurusz lábnyomok. A növényi ősleletek közül legfontosabbak a jó állapotban megmaradt késő jura kori erdők kövületei. |                                                       |

| | Provins |
| Franciaország |         |
| Kulturális (II)(IV) |         |
| Védett terület: 108 ha, puffer zóna: 1 365 ha, hivatkozás: 873 |         |
| A Párizs és Troyes között található Provins az Észak-Európát a Földközi-tengerrel összekötő egykori kereskedelmi utak mellett fekszik. A középkorban nemzetközi vásárvárossá fejlődött, az itt zajló események közül a posztó- és bőrvásárok voltak a legismertebbek. Jelentős rózsatermelő központ is volt. A településen kilenc fontosabb és tizenegy kevésbé jelentős útvonal haladt át és egyike volt a champagne-i grófság négy vásárjoggal rendelkező városának. Gyakorlatilag egész Provins a vásárok kiszolgálására szakosodott. A 12-13. században virágzó település megőrizte eredeti városszerkezetét. Jellegzetessége számos épülete alatt húzódó pincerendszere a 12-14. századból. Fontos emlékek román kori templomai is, a dézsmagyűjtő hombár a 13. századból (ami egyben fedett vásártér is volt), a 17. században tetővel lefedett háromszintes Tour de César a 12. századból. A városközponton kívül a helyszínhez tartoznak még Provins védművei és városkapui is. |         |

| | Akko óvárosa |
| Izrael |              |
| Kulturális (II)(III)(V) |              |
| Védett terület: 63,3 ha, puffer zóna: 22,99 ha, hivatkozás: 1042 |              |
| Akko történelmi kikötővárosa volt a keresztesek utolsónak megmaradt települése a Szentföldön, amit 1291-ben vesztettek el. A Jeruzsálemi Királyság egykori fővárosának maradványai megtalálhatók a 18-19. századi ottomán erődváros utcaszintje alatt a fölött is. A marasványokból rekonstruálható a település szerkezete ami szinte minden városnál jobban érzékelteti a keleti és nyugati kultúrák közötti kapcsolatot. A keresztes állam bukása után mamlúk és beduin uralom alatt állt, majd a 18. században török fennhatóság alá került. Az óváros az iszlám várostervezés klasszikus példája, ma is álló emlékein felismerhető a kulturális keveredés. A 16. században lerombolták, a 18. században kezdődtek rekonstrukciós munkái amikor a kikötőt és a környékét teljesen átépítették. A 19. században egy gazdasági fellendülésnek köszönhetően a tehetős kereskedők részére hatalmas, neoklasszicista stílusú kúriákat építettek. Az óváros látképét a Hán el-Umdán karavánszeráj óratornya és a Szinán pasa-mecset uralja, jelentős emlékek a vallási helyek, köztük a Dzsazár-mecset (18. század) és a keresztes korból származó ispotályos negyed benne egy nagyméretű citadellával. |              |

| | Maszada régészeti lelőhelye |
| Izrael |                             |
| Kulturális (III)(IV)(VI) |                             |
| Védett terület: 276 ha, puffer zóna: 28 965 ha, hivatkozás: 1040 |                             |
| A Holt-tengerre néző erődítmény Izrael ősi királyságának és elpusztításának szimbóluma. A Nagy Heródes idejében épült erőd 441 méter magasan áll egy sziklás fennsíkon. Egy palotaegyüttesnek épült ahol i. e. 73-ban a Róma elleni első zsidó felkelés idején ezer ellenálló elbarikádozta magát és öngyilkosságot követett el. A palota északi része a jelenlegi formájában az i. e. 1. század végéről származik, ekkor épült az erőd nagy része javarészt három természetes teraszon. A felső szinten főleg lakóterület volt míg a két alsón oszlopos csarnokok álltak. A nyugati részen egy udvar körül háló- és fogadószobák, kiszolgáló helyiségek és gazdag mozaikpadlókkal illetve festéssel díszített szertartási helyiségek álltak. Az erődöt védőfal zárja körül amelyet tornyokkal erősítettek meg. Az épületegyüttesnek három bejárata volt. Figyelemre méltóak a rómaiak által az ostromhoz használt, majd a helyszínen hagyott hadigépek és a katonai táborok maradványai. Az erődöt csak 1838-ban fedezték fel újra, a hely a zsidók elnyomás elleni harcának jelképe lett. |                             |

| | Lamu óvárosa |
| Kenya |              |
| Kulturális (II)(IV)(VI) |              |
| Védett terület: 15,6 ha, puffer zóna: 1 200 ha, hivatkozás: 1055 |              |
| Lamu óvárosa Kelet-Afrika legrégebbi és legjobb állapotban megőrzött szuahéli települése. Az észak-kenyai partvidéken az Indiai-óceán azonos nevű szigetén elhelyezkedő város már a 12. században lakott volt. arab kereskedők és a helyi bantu lakosság közösen egy sajátos kultúrát hozott létre és a település az egyik legfontosabb szuahéli központtá vált. A 16. század elején a portugálok érdekkörébe került, a 19. század elejétől pedig az európai, valamint perzsa és indiai hatások érvényesültek, amelyeket egyedi szuahéli technikák tettek egységes kultúrává. Ezek a hatások felismerhetőek a ma is látható óvárosban. A település szerkezetére a formai egyszerűség jellemző, épületei korallkőből és mangrove fából készültek. A fehérre meszelt többszintes házak és a szűk sikátorok még 1830 előtt épültek. A házakat látványos udvarokkal, tornácokkal díszítették, a bejárati ajtókat látványos faragásokkal emelték ki. Lakói ma is fafaragó művészetükről és kosárfonással előállított termékeikről ismertek. Lamu a 19. század óta muszlim vallási fesztiválok színhelye is, valamint fontos kutatóközpontja a szuahéli kultúrának. |              |

| | Jünkang-barlangok |
| Kína |                   |
| Kulturális (I)(II)(III)(IV) |                   |
| Védett terület: 348,75 ha, puffer zóna: 846,81 ha, hivatkozás: 1039 |                   |
| A Senhszi tartományban található 252 barlangból álló műemlékegyüttes a világ legnagyobb mesterséges barlangrendszere. A Tatung városban álló barlangtemplomokat az i. sz. 5. század közepén kezdték kialakítani, létrehozásukban tízezer munkás vett részt. Az első öt templom már öt év alatt elkészült, a többi kialakítása körülbelül még harmincöt évig tartott. A templomokat Ven Cseng-ti uralkodó parancsára vájták ki a sziklából a Vuzsou-hegy oldalában, hogy vezekeljen nagyapja vétkéért aki birodalmában betiltotta a buddhizmust. A munkálatokat az udvar finanszírozta. A barlangok körülbelül egy kilométer hosszan U alakban helyezkednek el, mindegyiknek van ajtaja és ablaka is. Négy iker és egy hármas barlangot is kialakítottak. Később, a Liao-dinasztia idejében a barlangok elé fából épített menedékhelyeket készítettek. A templomokat összesen körülbelül 51 000 szoborral díszítették, méretük a 20 centiméterestől a 17 méteresig terjed. A legnagyobb Buddha szobornak csak a lába 4,5 méter hosszú. A szobrok közül némelyik az uralkodó dinasztia tagjainak arcvonásait viseli. A legtöbb szobrot tartalmazó üregben 12 ezer kisméretű Buddha-szobrot találtak, 83 művész hatévnyi munkájának eredményét. |                   |

| | Alejandro de Humboldt Nemzeti Park |
| Kuba |                                    |
| Természeti (IX)(X) |                                    |
| Védett terület: 71 140 ha, hivatkozás: 839 |                                    |
| A Kuba délkeleti részén az azonos nevű város közelében fekvő nemzeti park 700 négyzetkilométeren helyezkedik el és elsősorban bioszféra-rezervátum. Alexander von Humboldtról, a német természettudósról nevezték el, aki a 19. század elején több hónapot töltött Kubában. A park part menti része mangrovés és korallzátonyos területekből áll és 20 négyzetkilométernyi tengerből. A többi részét lápos erdőségek, kubai fenyőkből álló ligetek borítják és egy hegyvidék amelynek legmagasabb csúcsa 1168 méter. A kőzetrétegek egy része mérgező, ami nagy alkalmazkodókészséget követelt meg az itt élő növényektől, és sok új fajt hozott létre. A parkban több mint 400 endemikus faj él, ez a nyugati félteke egyik legjelentősebb helyi növényvilággal rendelkező védett övezete. Ez Kuba szigetének egyik legkevésbé feltárt régiója, így a nyilvántartásba vett növény és állatfajok száma még feltételezhetően nőni fog. |                                    |

| | Vat Phu és a környező ősi települések, a Tjampatszak kultúrtájjal együtt |
| Laosz |                                                                          |
| Kulturális (III)(IV)(VI) |                                                                          |
| Védett terület: 39 000 ha, hivatkozás: 481 |                                                                          |
| Tjampatszak a 10. és a 13. század között az Angkori Khmer Birodalom része volt. A világörökségi helyszínhez a Vat Phou templom, az egykor a Mekong folyó partján álló két város és a Phu Kao-hegy tartozik. Vat Phou templomegyüttese a birodalom építészetének kiemelkedő példája, ami szoros egységet alkot a környező tájjal. A hegy tetejétől a folyó partjáig húzódó tengely mentén alakították ki, mértani alakzatba rendezett templomokkal, szentélyekkel és szökőkutakkal. A hegy lábától meredek ösvény vezet fel egy Siva-templom romjaihoz. A környező területeket öntözőrendszerek építésével fokozatosan alkalmassá tették a rizstermesztésre. További fejlődése szorosan összefonódott a Khmer Birodalom történetével, amelynek évszázadokon keresztül a hatása alatt állt. A hely eredete ennél korábbra nyúlik vissza, mivel a feltárt leletek egy része 600 előttről származik. A területen álló épületekkel a világmindenség, a természet és az ember egységén nyugvó világ hindu felfogását fejezték ki. |                                                                          |

| | A béke templomai Jaworban és Świdnicában |
| Lengyelország |                                          |
| Kulturális (III)(IV)(VI) |                                          |
| Védett terület: 0,23 ha, puffer zóna: 11,8 ha, hivatkozás: 1054 |                                          |
| A harmincéves háború után a Habsburg uralom alatt álló Sziléziában meghatározott feltételek mellett templomokat emelhettek maguknak a protestánsok. A templomoknak nem tartós anyagból a városon kívül kellett készülniük, és nem építhettek melléjük harangtornyot. A Jaworban és Świdnicában emelt, béke templomai néven is ismert épületek Európa legnagyobb faszerkezetű vallási építményei. Eredetileg három ilyen templom épült, de csak kettő maradt meg. Külsejük egyszerűbb, belsejüket azonban gazdagon díszítették. A Swidnicában épült templom mennyezetét 17. századi freskók borítják, barokk főoltára 1752-ben készült el. Teljes befogadóképessége 7 500 fő. A díszes szószék 1729-ben került a helyére. A jawori templom legfőbb dísze a karzatainak oldaltábláin látható festmények, amelyek ó- és újszövetségi jeleneteket ábrázolnak. Mindkét templomnak két oldalhajója van és keleti irányban sokszög alakzatban fejeződnek be, de Swidnicában a szentély helyett itt a sekrestye található. A szigorú feltételek miatt az építőknek addig nem próbált, rendkívül összetett új technikákat kellett alkalmazniuk. |                                          |

| | Ambohimanga Királydombja |
| Madagaszkár |                          |
| Kulturális (III)(IV)(VI) |                          |
| Védett terület: 59 ha, puffer zóna: 425 ha, hivatkozás: 950 |                          |
| Ambohimanga királydombja, a Merina Királyság egykori központja a madagaszkáriak kulturális identitásának legfontosabb szimbóluma, Madagaszkár államának alapító helye. A 16. és a 18. század között Madagaszkár több kisebb királyságra oszlott, míg végül a 18. század végén a merina királyok egyesítették területet. Közben évszázadokon át portugál és francia gyarmatosítók versengtek a sziget birtoklásáért, ami 1896-ban francia fennhatóság alá került. Egy évvel később a franciák a fővárost a jelenlegi helyére Antananarivóba költöztették, viszont a hely továbbra is szentnek számított a madagaszkáriak szemében és jelenleg is számos zarándok keresi fel. A jelenlegi főváros közelében fekvő domb egyike a környék tizenkét szent helyének. A helyszín a királyi városból, egy temetőből, a király úszómedencéjéből, a királysírokból, a királyi palotából és a palotát védő rózsafából készült erődből áll. Az épületegyüttest ünnepségek és az ősök tiszteletére tartott szertartások alkalmából ma is használják. Kialakítása bemutatja azt a társadalmi és politikai szerkezetet ami a 16. századtól kezdve jellemezte az itt élők hétköznapjait. |                          |

| | Fertő-táj |
| Magyarország és Ausztria közös világörökségi helyszíne |           |
| Kulturális (V) |           |
| Védett terület: 68 369 ha, puffer zóna: 6 347 ha, hivatkozás: 772 |           |
| A Fertő-táj Magyarország és Ausztria közös világörökségi helyszíne. A tó nyugati partját szegélyező dombok a Soproni-hegység nyúlványai, de földtanilag a Kisalföldhöz tartoznak. Kétharmada Ausztriához, többi része Magyarországhoz tartozik. Az Adriát a Baltikummal összekötő kereskedelmi út mellett fekszik, ezért már 8000 évvel ezelőtt is kultúrák találkozási helye volt. Magyar oldalon a Fertő–Hanság Nemzeti Park és a fertődi Esterházy-kastély áll védelem alatt, míg osztrák oldalról több község mellett a Neusiedler és Seewinkel park tartoznak a helyszínhez. A tó körüli erdőirtás és lecsapolás után a gazdasági hasznosítás ellenére is sikerült a természetes élőhelyek megóvása. Az enyhén sós tavat teljes partvonalán nádas veszi körül, a körülötte lévő ingovány helyenként 3 kilométer széles. A korábbi korok emlékét régészeti lelőhelyek, ókori szentélyek maradványai, szőlőskertek és kastélyok őrzik. A falvakat a középkori szabad városok építészeti stílusában hozták létre. A tó halállománya gazdag, a különböző klímahatások következtében nemcsak a földrajzi, hanem állat-, és növényföldrajzi határok is találkoznak. A tó és a közvetlen környéke Közép-Európa legnagyobb madárrezervátuma. Számos költözőmadár fő vonulási útjában – pihenőhelyként – funkciónál. Többek között a szürke, vörös és kanalasgém, a nyári lúd, a vöcsök, a barna- és a rétihéja, a kis és a nagy kócsag fészkel itt. |           |

| | Szavíra medinája (óvárosa) |
| Marokkó |                            |
| Kulturális (II)(IV) |                            |
| Védett terület: 56,7 ha, hivatkozás: 753 |                            |
| Szavíra egy jó állapotban megőrződött 18. század végi európai jellegű erődített kikötőváros. Egy régi kereskedelmi állomás volt a mai Marokkó partvonalának közepe táján. Már a föníciaiak is használták, a mai marokkói területeket és a hátországot kötötte össze Európával és így áttételesen a világ többi részével. Az i. e. 1. században római uralom alá került akik bíborfesték-termelő központot létesítettek. Az újkorban hadikikötőt és árukikötőt is építettek, fő árujuk a cukor, a só és a strucctoll volt. A 17. század vége felé, ahogy a település egyre fontosabbá vált, a várost egy francia építész tervei alapján bővítették, Saint-Malo francia várost véve alapul. A sakktábla alaprajz szerint terjeszkedő településrész kialakításakor együtt tudták alkalmazni a marokkói és az európai építési technikákat ennek köszönhető a fehérre festett házak európai hangulata. Az óvárosban található a kasba, a legkorábbi erőd, a zsidó negyed, a szúkok, a vízikapu valamint mecsetek, zsinagógák és templomok. |                            |

| | Zollverein Szénbánya |
| Németország |                      |
| Kulturális (II)(III) |                      |
| Hivatkozás: 975 |                      |
| Az 1986-ban bezárt Zollverein Szénbányát Franz Heniel gyáros alapította, aki az acélgyártáshoz szükséges kokszot keresett. A Katernberg nevű helyen végzett próbafúrások során többek között egy ígéretes szénlelőhelyre bukkant, amelyet az 1834-ben alapított Zollvereinről nevezett el Essen északi részén. Az ipari komplexumot a szénbánya és a hozzá tartozó 20. századi épületek alkotják. A maga korában a világ legnagyobb és legmodernebb kőszénfejtő telepe volt. A kitermelés a 19. század közepén kezdődött 120 méter mélységben. 1847 és 1935 között tizenkét aknát nyitottak, a járatok hossza meghaladta a százhúsz kilométert, legnagyobb mélységük ezerkétszáz méter volt. A bányát 1986-ban a hozzá tartozó kokszolót egy acélipari hanyatlás miatt 1993-ban zárták be. Az ipari műemlék fennmaradt részei az igazgató villája (1898), a hivatalnokok lakhelye (1878), egy adminisztratív épület (1906), a központi kokszoló, a szénrostáló, a szénmosó, a szállítószalagok, a vasútvonal és a környékbeli házak. A kőszénmosóban és a átépített kazánházban jelenleg múzeumok üzemelnek. |                      |

| | Villa d´Este |
| Olaszország |              |
| Kulturális (I)(II)(III)(IV)(VI) |              |
| Védett terület: 4,5 ha, puffer zóna: 7 ha, hivatkozás: 1025 |              |
| Ippolito d'Este a 16. század közepén egy Róma közelében fekvő egykori bencés kolostort alakíttatott át rezidenciának és ez az épületegyüttes lett a reneszánsz kertépítészet egyik legszebb alkotása. Palota és a kert körülbelül negyvenötezer négyzetméteren terül el, formája eltér a megszokottól mivel megtartották a korábbi kolostor egyes elemeit. A kertet 1605-ben kezdték kiépíteni Alessandro d'Este bíboros megbízására és Pirro Ligorio és Alberto Galvai tervei alapján alakították ki. Vízi látványosságairól, szökőkútjairól, mesterséges vízeséseiről, patakokról, forrásokról, vízköpőkről híres. A víziorgona a francia Claude Venard alkotása. A palota szerkezete egyszerűbb, háromemeletes épület, ablaksorokkal és a loggiával tagolva, szobái a kertre néznek. Egyes termeit többek között Livio Agresti és Federico Zuccari díszítette manierista stílusú freskókkal. A villa a 19. század közepére romos állapotba került, 1851-től felújították és jelentős társasági eseményeket tartottak benne. Jelenleg népszerű turisztikai célpont. |              |

| | A Szihote-Aliny (Természetvédelmi Terület) |
| Oroszország |                                            |
| Természeti (X) |                                            |
| Védett terület: 1 566 818 ha, puffer zóna: 129 509 ha, hivatkozás: 766 |                                            |
| Az Oroszország távol-keleti részén körülbelül 15 000 négyzetkilométert elfoglaló helyszín három természeti és állatrezervátumból, valamint a Szihote-Aliny hegyláncból áll. 1979-től a terület bioszféra rezervátum, különböző hőmérsékleti és éghajlati zónák találkozási pontja. A növénytakaró legnagyobb része mérsékelt övi erdő (a világ egyik legkülönlegesebb mérsékelt övi erdősége), és tajga, a fennmaradó területen tundra, cserjés és rét található. A térség különlegessége, hogy együtt vannak jelen szibériai, mandzsúriai és délkelet-ázsiai állatfajok is. A terület elszigetelt, klímája zord. Az itt élők hagyományos életmódot folytatnak ezért viszonylag mentes az emberi behatásoktól és fontos élőhelyet biztosít súlyosan veszélyeztetett állatfajoknak is. Az itt élő állatok közé tartozik a barna medve, a hiúz, az örvös medve, valamint a kritikusan veszélyeztetett amuri leopárd és szibériai tigris. |                                            |

| | Az Alto Douro borvidék |
| Portugália |                        |
| Kulturális (III)(IV)(V) |                        |
| Védett terület: 24 600 ha, puffer zóna: 225 400 ha, hivatkozás: 1046 |                        |
| Az Alto Douro régióban körülbelül kétezer éve folyik bortermelés és ennek köszönhetően egyedülálló kultúrtáj alakult ki a Duero folyó felső szakasza mellett amely tükrözi a vidék technológiai, társadalmi és kulturális fejlődését. A terület legfontosabb terméke az ötféle szőlőből készült világhírű portói bor. A tölgyfa hordóban érlelt borhoz 17. századtól adnak hozzá sherry-t vagy brandy-t, a hagyomány szerint azért, hogy megállítsák vele az erjedést és hogy a bor jobban bírja a hajóutat. A portói bor készítéséhez csak a jól körülhatárolt Alto Douro borvidéken termesztett szőlő használható, a világörökségi helyszínhez ebből körülbelül 2250 négyzetkilométer tartozik. A tájképet meredek domboldalak, völgyek, fennsíkok alkotják, ezeket teraszos szőlőültetvények borítják. A régebbi szabálytalan teraszokat lebontották, a ma is látható szabályos teraszokat a 19. század végén építették ki. Később enyhe lejtésű, nagyméretű, földdel feltöltött területeket alakítottak ki, ami lehetővé tette a gépesített szőlőművelést. A termést fél évig a Duoro-völgy pincéiben tárolják, majd a Porto közelében lévő Gaiában érlelik tovább. |                        |

| | Guimarães történelmi központja |
| Portugália |                                |
| Kulturális (II)(III)(IV) |                                |
| Védett terület: 19,45 ha, puffer zóna: 99,23 ha, hivatkozás: 1031 |                                |
| Guimarães történelmi városa összefügg a portugál nemzettudat 12. századi kialakulásával, ez a település volt az újonnan megalakult Portugál Királyság fővárosa. A hely már a kelta időkben lakott volt, és 1139-ben lett főváros amikor I. Alfonzt királlyá nyilvánították. A Castello, az ország egyik legjobb állapotban megőrződött román stílusú erődje erre a korra nyúlik vissza. A középkorban itt kifejlődött építészeti technikákat később az afrikai és újvilági gyarmatokon is elterjesztették. Guimarães nagyrészt megőrizte középkori városszerkezetét, a központban számos 16. és 19. század közötti kőépület található. A 15. század elején épült a Paco Ducale, a Bragança hercegek palotája, az ország egyik leglátogatottabb műemléke. A városháza a 16-17. században épült, ezen kívül jelentősek a kolostorok is. A reneszánsz korában fényűző nemesi házakat is építettek és köztereket alakítottak ki. A lakóházakat a 16. század előtt félig fából, később a 19. századtól teljesen kőből építették. A jelenlegi városképet sajátos portugál építészeti stílus jellemzi és megfigyelhető az egyes épülettípusok fejlődése a középkortól mostanáig. |                                |

| | Aranjuez kultúrtáj |
| Spanyolország |                    |
| Kulturális (II)(IV) |                    |
| Védett terület: 2 047,56 ha, puffer zóna: 16 604,56 ha, hivatkozás: 1044 |                    |
| Az Aranjuez kultúrtájon a természeti környezet és az emberi alkotások harmonikus egységben léteznek egymás mellett. II. Fülöp uralkodása óta itt található a spanyol királyok nyári rezidenciája. A kultúrtáj részei egy megtervezett város, kertek, veteményesek, gyümölcsösök, paloták, kastélyok, francia barokk kertek, szökőkutak, erdők, mocsarak, öntözőrendszerek és mesterséges csatornák. A vidék fejlesztését az uralkodók háromszáz éven keresztül feladatuknak tekintették. A királyi palotát 1560-ban kezdték építeni vidéki laknak, de később Juan de Herrera tervei alapján királyi palotává fejlesztették. Háromszintes középső részéhez kétszintes oldalszárnyakat építettek. A kertben álló pavilon a 19. század első éveiben épült, IV. Károly megrendelésére. A felvilágosodás korában jelentős növénynemesítési és állattenyésztési tevékenységet is folytattak a területen. |                    |

| | Jungfrau és Aletsch védett területei |
| Svájc |                                      |
| Természeti (VII)(VIII)(IX) |                                      |
| Védett terület: 82 400 ha, hivatkozás: 1037 |                                      |
| A Jungfrau az azonos nevű masszívum legmagasabb csúcsa a Berni-Alpokban, Wengen fölött. A másik két csúcs az Eiger (3970 m) híres északi falával, valamint a Mönch (4099 m). A régió folyói és hómezői táplálják az Aletsch-gleccsert, ami Európa legnagyobb gleccsere. A hegység meredekebb északi és viszonylag lankás déli lejtőit az Alpok kialakulásakor a kőzetrétegek egymásra tolódása és gyűrődése hozta létre. A sziklás száraz éghajlatú füves pusztákon nincs földművelés ami kedvez a növény- és állatvilágnak. Az élőlények elterjedése a lejtés, a tájolás és a magasság függvényében változik. A térség jellegzetes fája a bükk, a kőris, az éger, a nyír, a lucfenyő és a mandulafenyő. A fahatár fölött cserjés területek, még feljebb alpesi mezők és tundrák húzódnak. Az állatok közül kőszáli kecskék, hiúzok, gímszarvasok, őzek, zergék és mormoták fordulnak elő, kétéltűek, hüllők és madarak mellett. Itt található Európa legmagasabbra vivő fogaskerekű vasútjának végállomása is. |                                      |

| | Nagy Copper-hegy bányászati területe Falunban |
| Svédország |                                               |
| Kulturális (II)(III)(V) |                                               |
| Védett terület: 42,82 ha, puffer zóna: 3 499,9 ha, hivatkozás: 1027 |                                               |
| A bányászati területe egyike a világ legjelentősebb ipari műemlékeinek. Az réztelért több mint ezer éve fedezték fel, a kitermelés a 9. századtól a 20. századig tartott. A Stora Kopparberg Rézbánya Vállalatot 1284-ben alapították. Ez tekinthető világ első vállalatának, ahol a tulajdonjog olyan arányban oszlott meg a szabad bányászok között, amilyen arányban a rézkohókat birtokolták. A tartomány székhelye Falun városa is a bányászatnak köszönheti létrejöttét. A 17. században alapított településre a tudatos várostervezés jellemző, utcái négyzetrácsos alaprajzot követnek. Itt létesült az első olyan lakótelep, ahol a lakások a bányászok tulajdonában voltak. A 17. századra a világ réztermelésének 70%-át ez a bánya adta, ami a Svédországi ipar egyik meghatározó elemévé tette, és jelentősen hozzájárult ahhoz, hogy az ország európai nagyhatalommá vált. A kitermelés komoly kockázatokkal járt, ami 1687-ben katasztrófát okozott, amikor több tárna beomlott. Az ekkor keletkezett hatalmas gödör ma is látható Falun központjának szélén. |                                               |

| | A Buganda királyok síremléke Kasubiban |
| Uganda |                                        |
| A veszélyeztetett világörökségi helyszínek listájára került: 2010 |                                        |
| Kulturális (I)(III)(IV)(VI) |                                        |
| Védett terület: 26,8 ha, hivatkozás: 1022 |                                        |
| Buganda királyainak síremléke kiemelkedő jelentőségű spirituális központ a baganda nép számára egyben az ország legfontosabb vallási helyszíne. A sírok a mai főváros Kampala közelében a Kasubi dombon találhatók. A 30 hektáros domb három fő részre osztható ezek a 7 méter magas fő sírhely, melléksírok és épületek, valamint a domb keleti részén egy mezőgazdaságilag művelt terület. A kör alakú harminc méter átmérőjű kupolás sírhelyen négy királyi sír található ezekben I. Mutesa, II. Mwanga, II. David Chwa és II. Edward Mutesa nyugszik. Az épület fából, zsúpból, nádból, és sárral tapasztott sövényből készült. A 19. század végén, 1882-ben építették és eredetileg palota volt, de két évvel később temetkezőhellyé alakították át. Itt temették el a királyok leszármazottait is. 2010-ben a főépület szinte teljesen leégett de tervezik újjáépítését. A pusztító tűzvész után a helyszín felkerült a Veszélyeztetett világörökségi helyszínek listájára. |                                        |

| | Szamarkand – a kultúrák kereszteződési pontjai |
| Üzbegisztán |                                                |
| Kulturális (I)(II)(IV) |                                                |
| Védett terület: 1 123 ha, puffer zóna: 1 369 ha, hivatkozás: 603 |                                                |
| A Közép-Ázsiát korábban átszelő nagy kereskedelmi útvonalak csomópontjánál fekvő Szamarkand már az ókorban is lakott volt, a hagyomány szerint az i. e. 7. században alapították. A legkorábbi forrás i. e. 329-ben említi, amikor Nagy Sándor elfoglalta az akkor Marakanda néven ismert települést. Az oázisváros már ekkor fontos kereskedelmi, kézműves és kulturális központ volt. Az i. e. 1. században, amikor a Selyemút már Európától Kínáig ért Szamarkand különböző kultúrák találkozási pontjává vált. Az évszázadok során arab, számánida, szeldzsuk fennhatóság alá került, végül Dzsingisz Kán csapatai 1220-ban lerombolták. A 14. század második felében Timur parancsára a kor legjelentősebb építészei, művészei és tudósai építették újjá. A helyreállítást Timur unokája Ulugbek folytatta a 15. század első felében. A Timurida Birodalom idejében a Perzsiáig, Afganisztánig és Indiáig terjedő meghódított területekről elhurcolt javak tárháza lett. A 19. században oroszok foglalták el, ekkor gazdasága újból fellendült. Nyugati városrészeit nyugati mintára építették újjá, ez azonban a városfalak és a műemlékek egy részének lerombolásával járt. Szamarkand ma is látható legfontosabb épületei a Rergisztán-mecset és medreszéi (Ulugbek-, Tilla-Kari- és Ser-Dor-medresze), a Bibi-Hanim-medresze, a Sáhi-Zinda temető, Ulugbek csillagvizsgálója és Gur-Emir mauzóleuma. |                                                |